# That I May Live
That I May Live is een Amerikaanse misdaadfilm uit 1937 onder regie van Allan Dwan.

## Verhaal
De brandkastkraker Dick Mannion is weer op vrije voeten na een celstraf van drie jaar. Hij is vastbesloten om voortaan het pad der deugd te bewandelen. Alleen denken de leden van zijn misdaadbende daar anders over. Als Dick verliefd wordt op de serveerster Irene Howard, besluiten ze samen voor de handelsreiziger Tex Shapiro te gaan werken. Op die manier hopen ze de bende te ontlopen.

## Rolverdeling
| Acteur             | Personage     |
| ------------------ | ------------- |
| Rochelle Hudson    | Irene Howard  |
| Robert Kent        | Dick Mannion  |
| J. Edward Bromberg | Tex Shapiro   |
| Jack La Rue        | Charlie       |
| Frank Conroy       | Pop           |
| Fred Kelsey        | Abner Jenkins |
| George Cooper      | Mack          |
| DeWitt Jennings    | Commissaris   |
| Russell Simpson    | Bish Plivens  |
| William Benedict   | Kurt Plivens  |